# Derchigny
Derchigny település Franciaországban, Seine-Maritime megyében. Lakosainak száma 587 fő (2018. január 1.). Derchigny Ancourt, Belleville-sur-Mer, Berneval-le-Grand, Glicourt, Petit-Caux és Sauchay községekkel határos.

## Népesség
A település népességének változása:
| Lakosok száma | 282  | 291  | 314  | 379  | 384  | 538  | 552  | 536  | 584  | 587  |
|               | 1962 | 1968 | 1975 | 1982 | 1990 | 2008 | 2013 | 2015 | 2017 | 2018 |